# ویلیام برد

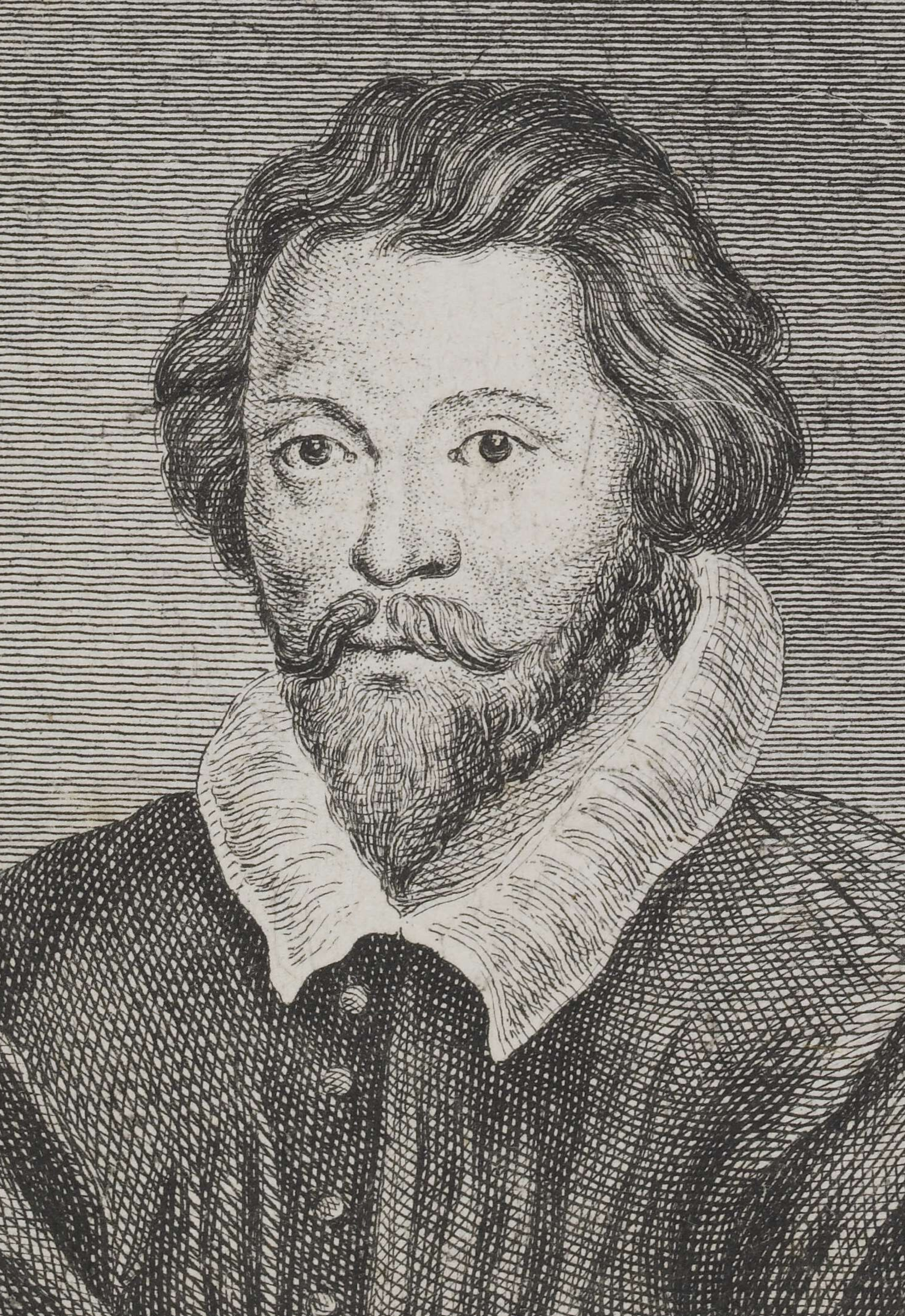
ویلیام برد

ویلیام برد (انگلیسی: William Byrd) یک موسیقی دان رنسانسی اهل انگلستان بود. او اهل لندن بود و در عصر خود موسیقی دان نامداری به شمار می‌رفت. ویلیام برد در نواختن ساز کلیدی، هارپسیکورد و ارگ تبحر داشت و در گروه کرهای کلیساهای انگلیکان و کاتولیک می‌نواخت.